# Эммасте (деревня)
Э́ммасте (эст. Emmaste) — деревня в волости Хийумаа уезда Хийумаа, Эстония. 
До административной реформы местных самоуправлений Эстонии 2017 года входила в состав волости Эммасте и была её административным центром.

## География и описание
Расположена в 34 километрах к югу от уездного и волостного центра — города Кярдла. Высота над уровнем моря — 9 метров.
Климат умеренный. Официальный язык — эстонский. Почтовые индексы: 92001, 92094 (до востребования).

## Население
По данным переписи населения 2021 года, в Эммасте насчитывалось 206 жителей, из них 205 (99,5 %) — эстонцы.
По данным переписи населения 2011 года, в деревне проживали 217 человек, все — эстонцы.
Численность населения деревни Эммасте по данным переписей населения:
| Год  | 1959 | 1970 | 1979  | 1989  | 2000  | 2011  | 2021  |
| ---- | ---- | ---- | ----- | ----- | ----- | ----- | ----- |
| Чел. | 54   | ↘ 43 | ↗ 284 | ↗ 361 | ↘ 281 | ↘ 217 | ↘ 206 |

## История
В источниках 1564 года упоминается Emeste Matt(hias) (хутор). 
На немецком языке деревня называлась Эммаст (нем. Emmast). В источниках 1922 года также упоминается как деревня Мыйза (эст. Mõisa küla).
Поселение возникло после земельной реформы, в 1920-х годах, на землях бывшей мызы Эммаст (эст. Emmast, Эммасте, эст. Emmaste mõis), которая в 1796 году была отделена от мызы Гросенгоф (нем. Großenhof, Хийу-Сууремыйза, эст. Hiiu-Suuremõisa mõis). В 1977 году он получил статус деревни.
Восточная часть деревни известна под названием Нымме (эст. Nõmme), в 1920—1930-х годах она считалась самостоятельной деревней (в 1811 году упоминается хутор  Nöm̄e Michel). В 1977 году, в период кампании по укрупнению деревень, с Эммасте была объединена деревня Вийтерна (эст. Viiterna).
В 1950 году на расположенной на территории деревни братской могиле советских воинов, павших в Второй мировой войне ( с 1997 до 2023 года) был установлен памятник с надписью «Вечная слава героям, павшим за свободу и независимость нашей Родины 1941—1945». В протоколе от 30 ноября 2022 года рабочая группа по советским памятникам при Госканцелярии Эстонии (РГСП) признала памятник на братской могиле «красным монументом», т. е. подлежащим демонтажу и замене на нейтральный с надписью «Жертвы Второй мировой войны». Памятник был демонтирован до даты публикации протокола РГСП. В ходе раскопок 5 сентября 2022 года найдены останки 14 человек, они перезахоронены на кладбище Эммасте (См. Список советских военных памятников Эстонии).

## Происхождение топонима
Населённый пункт получил своё название по хутору, основой названия которого, в свою очередь, было германское мужское имя Эмме (Emme).

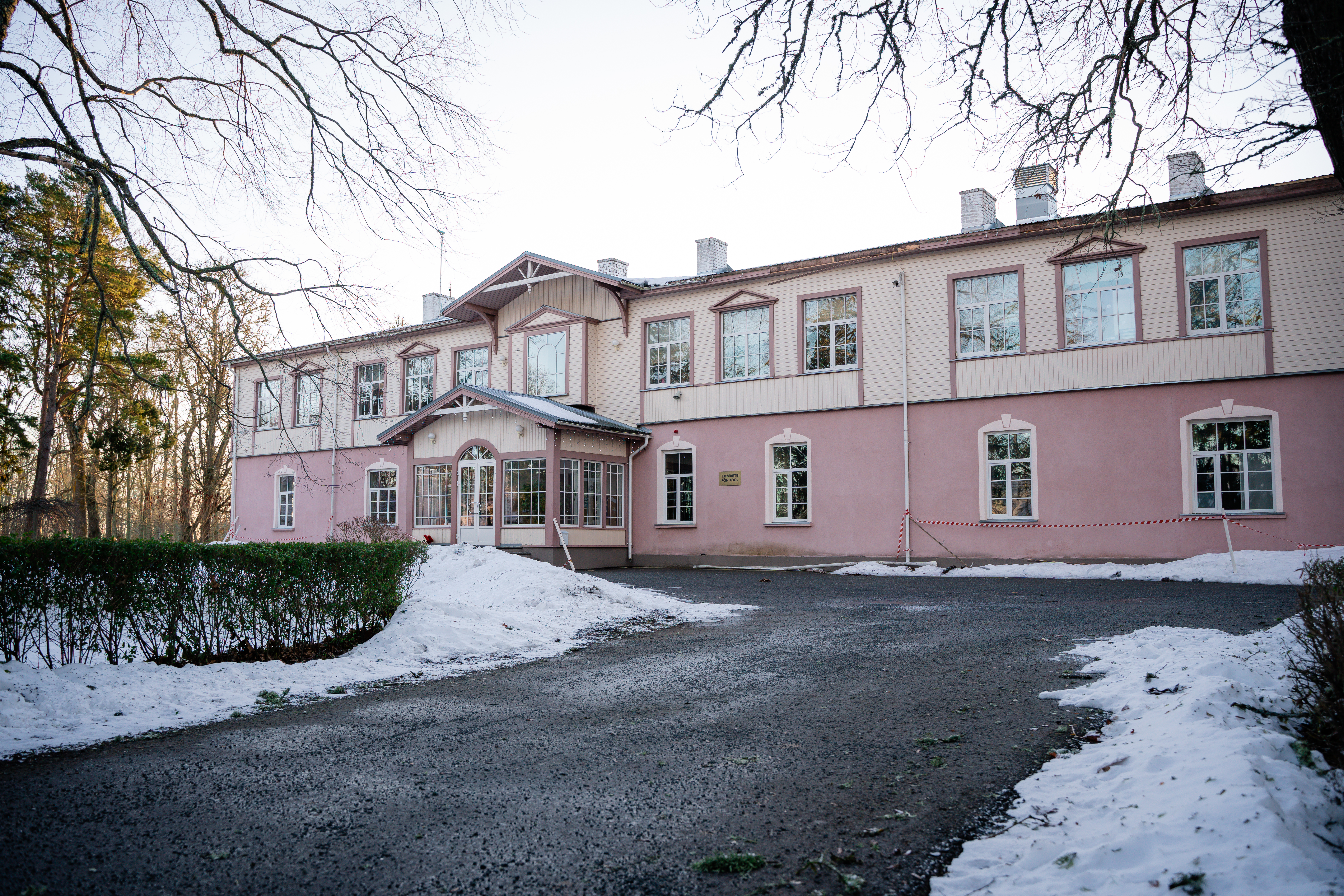
Основная школа Эммасте
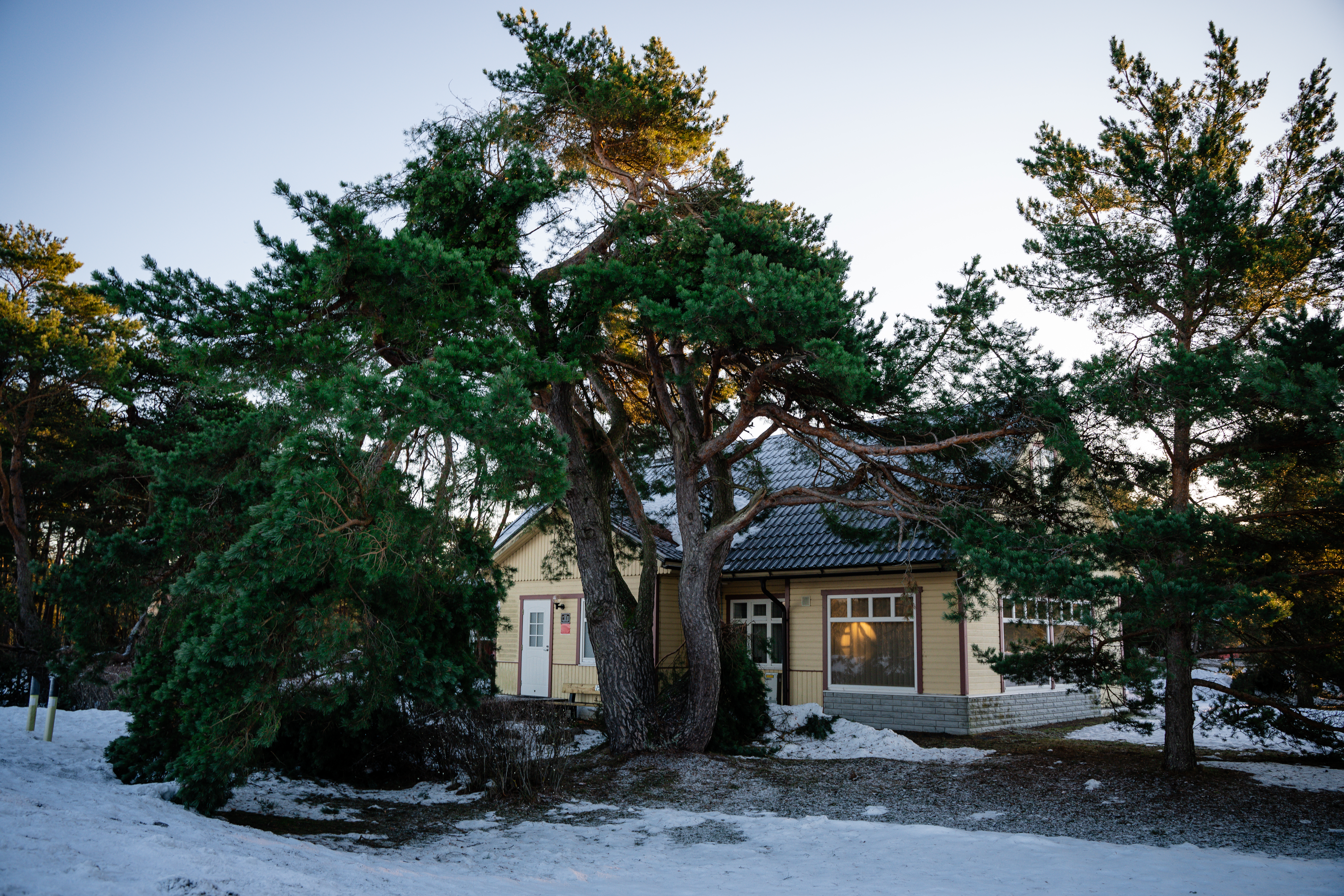
Библиотека Эммасте
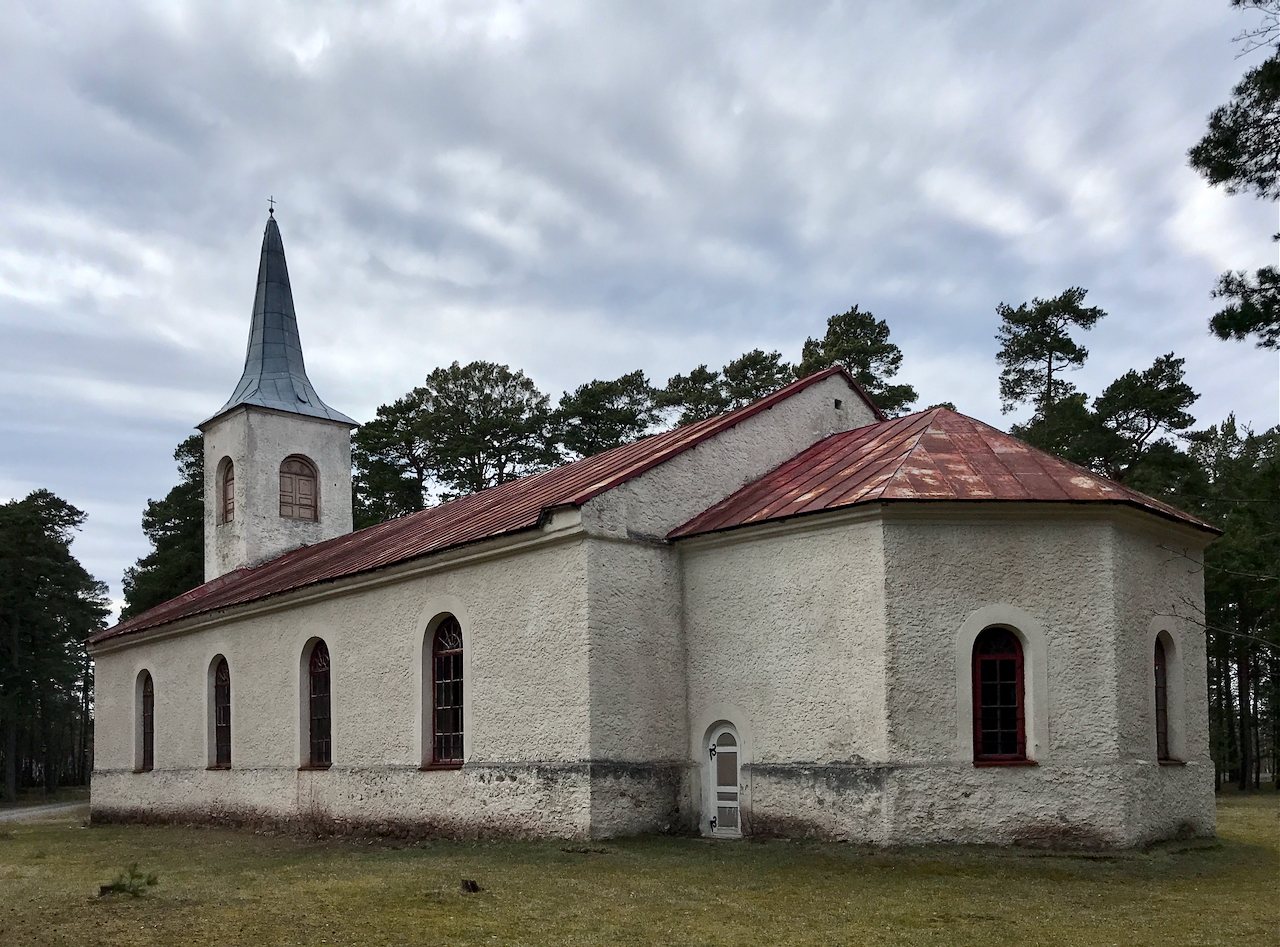
Церковь Эммасте
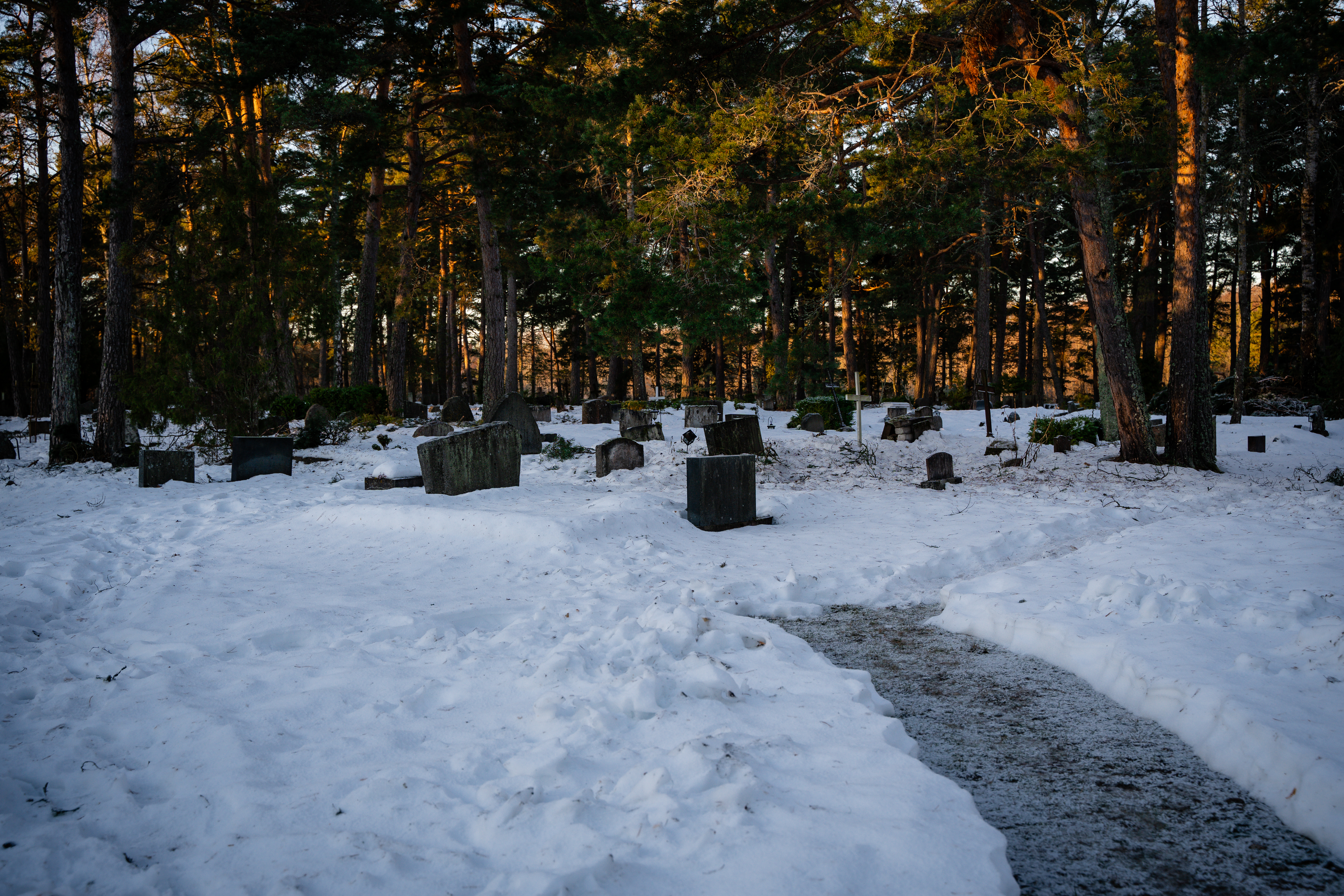
Кладбище Эммасте
Памятник на братской могиле советских воинов, павших в ВОВ, в Эммасте. Ликвидирован в 2022 году